# Phenylethylamine

Die Stammverbindung der Phenylethylamine, das Phenylethylamin

Allgemeine Strukturformel der Phenylethylamine mit blau markiertem Grundgerüst.

Als Phenylethylamine (auch Phenylalkylamine oder β-Phenylalkylamine) bezeichnet man eine Gruppe chemischer Verbindungen, die sich vom Phenethylamin ableiten. Zahlreiche Phenylethylamine besitzen eine weite Verbreitung in der Natur (z. B. Tyramin und Dopamin), während andere künstlichen Ursprungs sind (z. B. Amphetamin).
Natürlich vorkommende Phenylethylamine besitzen beispielsweise als L-Aminosäuren (L-Tyrosin und L-Phenylalanin) eine grundlegende Bedeutung für das Leben. Im menschlichen und tierischen Organismus spielen Phenylethylamine darüber hinaus eine wichtige Rolle als Neurotransmitter (z. B. Dopamin) und Hormone (z. B. Adrenalin). Viele im Pflanzenreich vorkommende Alkaloide sind ebenfalls den Phenylethylaminen zuzuordnen (z. B. Ephedrin, Mescalin).
Synthetisch hergestellte Phenylethylamine, wie z. B. der Calciumantagonist Verapamil oder Etilefrin, finden als Arzneimittel Anwendung. Zahlreiche Verbindungen dieser Stoffgruppe besitzen psychotrope Eigenschaften.
Die wesentlichen Strukturmerkmale von Phenylethylaminen und Tryptaminen finden sich in den Lysergsäureamiden vereint.

## Phenylethylamine
- Phenethylamin (PEA)
- β-Methylphenethylamin (BMPEA, 1-Amino-2-phenylpropan)
- 4-Hydroxyphenylethylamin (Tyramin)
- 1-(3-Hydroxyphenyl)-2-(ethylamino)ethanol (Etilefrin)
- 1-(4-Hydroxyphenyl)-2-(methylamino)ethanol (Synephrin)
- 4-(2-Amino-1-hydroxy-ethyl)phenol (Norsynephrin)
- Methylphenidat (MPH; Handelsname u. a. Ritalin)

### Katecholamine
- Adrenalin
- Noradrenalin
- Dopamin (3,4-Dihydroxy-β-phenylethylamin)
- Isoprenalin
- Orciprenalin
- Dobutamin
- Reproterol
- Terbutalin
- Dopexamin
- Metanephrine

### Methoxyphenylethylamine
- Venlafaxin

### 2,5-Dimethoxyphenylethylamine
- 4-Brom-2,5-dimethoxyphenylethylamin (2C-B)
- 4-Chlor-2,5-dimethoxyphenethylamin (2C-C)
- 2,5-Dimethoxy-4-methylphenylethylamin (2C-D)
- 4-Ethyl-2,5-dimethoxyphenylethylamin (2C-E)
- 2,5-Dimethoxy-4-propylphenethylamin (2C-P)
- 4-Iod-2,5-dimethoxyphenethylamin (2C-I)
- 4-Fluor-2,5-dimethoxyphenethylamin (2C-F)
- 2,5-Dimethoxy-4-nitrophenethylamin (2C-N)
- 2,5-Dimethoxy-4-ethylthiophenylethylamin (2C-T-2)
- 2,5-Dimethoxy-4-(iso)-propylthiophenylethylamin (2C-T-4)
- 2,5-Dimethoxy-4-(n)-propylthiophenylethylamin (2C-T-7)
- 2,5-Dimethoxy-4-cyclopropylmethylthiophenylethylamin (2C-T-8)
- 2,5-Dimethoxy-4-butylthiophenylethylamin (2C-T-9)
- 2,5-Dimethoxy-4-(2-fluorethylthio)phenylethylamin (2C-T-21)
- 4-Trifluormethyl-2,5-dimethoxyphenethylamin (2C-TFM)

### 3,4-Dimethoxyphenethylamin
- 3,4-Dimethoxyphenethylamin

### Trimethoxyphenylethylamine
- 3,4,5-Trimethoxyphenylethylamin (Meskalin, M)
- 2,3,4-Trimethoxyphenylethylamin (IM)
- 2,4,5-Trimethoxyphenylethylamin (TMPEA)

## Amphetamine
(Trivialbezeichnung für 1-Phenyl-2-aminopropane)
- Amphetamin
- N-Methylamphetamin (Methamphetamin)
- Ephedrin, Pseudoephedrin
- Norephedrin, Norpseudoephedrin
- 4-Hydroxyephedrin (Oxilofrin)
- N-Methylephedrin
- N-Ethylamphetamin
- 4-Methoxyamphetamin (PMA)
- 4-Methoxy-N-methylamphetamin (PMMA, Methyl-MA)
- Tiflorex
- Lisdexamfetamin (Handelsname „Elvanse“)

### Cathinone
- Cathinon (β-Keto-amphetamin)
- N-Methylcathinon (Methcathinon, Ephedron)
- 4-Methylmethcathinon (4-MMC, Mephedron)
- 3-Methylmethcathinon (3–MMC, Metaphedron)
- 4-Methylethcathinon (4-MEC)
- Pentedron
- 3,4-Methylendioxycathinon (bk-MDA, MDC)
- 3,4-Methylendioxy-N-ethylcathinon (bk-MDEA, MDEC, Ethylon)
- 3,4-Methylendioxy-N-methylcathinon (bk-MDMA, MDMC, Methylon)
- 3,4-Methylendioxypyrovaleron (MDPV)
- Pyrovaleron
- 3-Chlor-N-tert-butylcathinon (Bupropion)
- 2-Diethylamino-1-phenylpropan-1-on (Diethylpropion, Amfepramon)

### Dimethoxyamphetamine
- 3,4-Dimethoxyamphetamin (3,4-DMA)
- 2,5-Dimethoxyamphetamin (2,5-DMA)
- 4-Brom-2,5-dimethoxyamphetamin (DOB)
- 4-Iod-2,5-dimethoxyamphetamin (DOI)
- 2,5-Dimethoxy-4-methylamphetamin (DOM, STP)
- 2,5-Dimethoxy-4-nitroamphetamin (DON)
- 4-Chlor-2,5-dimethoxyamphetamin (DOC)
- 4-Fluor-2,5-dimethoxyamphetamin (DOF)
- 4-Ethyl-2,5-dimethoxyamphetamin (DOET)
- 2,5-Dimethoxy-4-propylamphetamin (DOPR)

### Methylendioxyamphetamine
- 3,4-Methylendioxyamphetamin (MDA)
- 3,4-Methylendioxy-N-methylamphetamin (MDMA)
- 3,4-Methylendioxy-N-ethylamphetamin (MDEA, MDE)
- 2-Methoxy-3,4-methylendioxyamphetamin (MMDA-3a)
- 3-Methoxy-4,5-methylendioxyamphetamin (MMDA)

### Trimethoxy- und Trialkoxyamphetamine
- 3,4,5-Trimethoxyamphetamin (TMA)
- 2,4,5-Trimethoxyamphetamin (TMA-2)
- 2,3,4-Trimethoxyamphetamin (TMA-3)
- 2,3,5-Trimethoxyamphetamin (TMA-4)
- 2,3,6-Trimethoxyamphetamin (TMA-5)
- 2,4,6-Trimethoxyamphetamin (TMA-6)
- 3,5-Dimethoxy-4-ethoxyamphetamin (3C-E)

## 1-Phenyl-2-aminobutane
- 2-N-Methylamino-1-(3,4-methylendioxyphenyl)butan (MBDB)
- 2-Amino-1-(3,4-methylendioxyphenyl)butan (BDB)

## Übersicht
| Allgemeine Strukturformel der Phenylethylamine | Allgemeine Strukturformel der Phenylethylamine | Allgemeine Strukturformel der Phenylethylamine | Allgemeine Strukturformel der Phenylethylamine | Allgemeine Strukturformel der Phenylethylamine | Allgemeine Strukturformel der Phenylethylamine | Allgemeine Strukturformel der Phenylethylamine | Allgemeine Strukturformel der Phenylethylamine | Allgemeine Strukturformel der Phenylethylamine | Allgemeine Strukturformel der Phenylethylamine                 |
| Name                                           | RN                                             | Rα                                             | Rβ                                             | R2                                             | R3                                             | R4                                             | R5                                             | R6                                             | chemischer Name                                                |
| ---------------------------------------------- | ---------------------------------------------- | ---------------------------------------------- | ---------------------------------------------- | ---------------------------------------------- | ---------------------------------------------- | ---------------------------------------------- | ---------------------------------------------- | ---------------------------------------------- | -------------------------------------------------------------- |
| Tyramin                                        | H                                              | H                                              | H                                              | H                                              | H                                              | –OH                                            | H                                              | H                                              | 4-Hydroxy-phenethylamin                                        |
| Dopamin                                        | H                                              | H                                              | H                                              | H                                              | –OH                                            | –OH                                            | H                                              | H                                              | 3,4-Dihydroxy-phenethylamin                                    |
| Adrenalin                                      | –CH3                                           | H                                              | –OH                                            | H                                              | –OH                                            | –OH                                            | H                                              | H                                              | β,3,4-Trihydroxy-N-methyl-phenethylamin                        |
| Noradrenalin                                   | H                                              | H                                              | –OH                                            | H                                              | –OH                                            | –OH                                            | H                                              | H                                              | β,3,4-Trihydroxy-phenethylamin                                 |
| Synephrin                                      | –CH3                                           | H                                              | –OH                                            | H                                              | H                                              | –OH                                            | H                                              | H                                              | β,4-Dihydroxy-N-methyl-phenethylamin                           |
| Etilefrin                                      | –CH2–CH3                                       | H                                              | –OH                                            | H                                              | –OH                                            | H                                              | H                                              | H                                              | β,3-Dihydroxy-N-ethyl-phenethylamin                            |
| Norsynephrin                                   | H                                              | H                                              | –OH                                            | H                                              | H                                              | –OH                                            | H                                              | H                                              | β,4-Dihydroxy-phenethylamin                                    |
| Phenylephrin                                   | –CH3                                           | H                                              | –OH                                            | H                                              | –OH                                            | H                                              | H                                              | H                                              | β,3-Dihydroxy-N-methyl-phenethylamin                           |
| Salbutamol                                     | –C(CH3)3                                       | H                                              | –OH                                            | H                                              | –CH2OH                                         | –OH                                            | H                                              | H                                              | 2-(tert-Butylamino)-1-(4-hydroxy-3-hydroxymethylphenyl)ethanol |
| Methylphenidat                                 | –CH2–CH2–CH2–CH2–                              | –CH2–CH2–CH2–CH2–                              | –C(OCH3)=O                                     | H                                              | H                                              | H                                              | H                                              | H                                              | N,α-Butylen-β-methoxycarbonyl-phenethylamin                    |
| Ethylphenidat                                  | –CH2–CH2–CH2–CH2–                              | –CH2–CH2–CH2–CH2–                              | –C(OCH2–CH3)=O                                 | H                                              | H                                              | H                                              | H                                              | H                                              | N,α-Butylen-β-ethoxycarbonyl-phenethylamin                     |
| Amphetamin                                     | H                                              | –CH3                                           | H                                              | H                                              | H                                              | H                                              | H                                              | H                                              | α-Methyl-phenethylamin                                         |
| 4-Fluoramphetamin                              | H                                              | –CH3                                           | H                                              | H                                              | H                                              | –F                                             | H                                              | H                                              | 4-Fluor-α-methyl-phenethylamin                                 |
| 4-Chloramphetamin                              | H                                              | –CH3                                           | H                                              | H                                              | H                                              | –Cl                                            | H                                              | H                                              | 4-Chlor-α-methyl-phenethylamin                                 |
| 4-Bromamphetamin                               | H                                              | –CH3                                           | H                                              | H                                              | H                                              | –Br                                            | H                                              | H                                              | 4-Brom-α-methyl-phenethylamin                                  |
| 4-Iodamphetamin                                | H                                              | –CH3                                           | H                                              | H                                              | H                                              | –I                                             | H                                              | H                                              | 4-Iod-α-methyl-phenethylamin                                   |
| 4-Methoxyamphetamin                            | H                                              | –CH3                                           | H                                              | H                                              | H                                              | –OCH3                                          | H                                              | H                                              | 4-Methoxy-α-methyl-phenethylamin                               |
| 4-Methylthioamphetamin                         | H                                              | –CH3                                           | H                                              | H                                              | H                                              | –SCH3                                          | H                                              | H                                              | 4-Methylthio-α-methyl-phenethylamin                            |
| Methamphetamin                                 | –CH3                                           | –CH3                                           | H                                              | H                                              | H                                              | H                                              | H                                              | H                                              | N-Methyl-amphetamin                                            |
| 4-Fluormethamphetamin                          | –CH3                                           | –CH3                                           | H                                              | H                                              | H                                              | –F                                             | H                                              | H                                              | 4-Fluor-N-methyl-amphetamin                                    |
| Ephedrin, Pseudoephedrin                       | –CH3                                           | –CH3                                           | –OH                                            | H                                              | H                                              | H                                              | H                                              | H                                              | N-Methyl-β-hydroxy-amphetamin                                  |
| Oxilofrin                                      | –CH3                                           | –CH3                                           | –OH                                            | H                                              | H                                              | –OH                                            | H                                              | H                                              | 4-Hydroxy-ephedrin                                             |
| Cathin                                         | H                                              | –CH3                                           | –OH                                            | H                                              | H                                              | H                                              | H                                              | H                                              | β-Hydroxy-amphetamin                                           |
| Cathinon                                       | H                                              | –CH3                                           | =O                                             | H                                              | H                                              | H                                              | H                                              | H                                              | β-Keto-amphetamin                                              |
| Methcathinon                                   | –CH3                                           | –CH3                                           | =O                                             | H                                              | H                                              | H                                              | H                                              | H                                              | N-Methyl-β-keto-amphetamin                                     |
| Bupropion                                      | –C(CH3)3                                       | –CH3                                           | =O                                             | H                                              | –Cl                                            | H                                              | H                                              | H                                              | 3-Chlor-N-tert-butyl-β-keto-amphetamin                         |
| Fenfluramin                                    | –CH2CH3                                        | –CH3                                           | H                                              | H                                              | –CF3                                           | H                                              | H                                              | H                                              | 3-Trifluormethyl-N-ethyl-amphetamin                            |
| Phentermin                                     | H                                              | –CH3,–CH3                                      | H                                              | H                                              | H                                              | H                                              | H                                              | H                                              | α,α-Dimethyl-phenethylamin                                     |
| MDA                                            | H                                              | –CH3                                           | H                                              | H                                              | –O–CH2–O–                                      | –O–CH2–O–                                      | H                                              | H                                              | 3,4-Methylendioxy-amphetamin                                   |
| βk-MDA                                         | H                                              | –CH3                                           | =O                                             | H                                              | –O–CH2–O–                                      | –O–CH2–O–                                      | H                                              | H                                              | 3,4-Methylendioxy-β-keto-amphetamin                            |
| MDMA                                           | –CH3                                           | –CH3                                           | H                                              | H                                              | –O–CH2–O–                                      | –O–CH2–O–                                      | H                                              | H                                              | 3,4-Methylendioxy-N-methyl-amphetamin                          |
| βk-MDMA                                        | –CH3                                           | –CH3                                           | =O                                             | H                                              | –O–CH2–O–                                      | –O–CH2–O–                                      | H                                              | H                                              | 3,4-Methylendioxy-N-methyl-β-keto-amphetamin                   |
| MDEA                                           | –CH2CH3                                        | –CH3                                           | H                                              | H                                              | –O–CH2–O–                                      | –O–CH2–O–                                      | H                                              | H                                              | 3,4-Methylendioxy-N-ethyl-amphetamin                           |
| βk-MDEA                                        | –CH2CH3                                        | –CH3                                           | =O                                             | H                                              | –O–CH2–O–                                      | –O–CH2–O–                                      | H                                              | H                                              | 3,4-Methylendioxy-N-ethyl-β-keto-amphetamin                    |
| 5-APB                                          | H                                              | –CH3                                           | H                                              | H                                              | –CH=CH–O–                                      | –CH=CH–O–                                      | H                                              | H                                              | 5-(2-Aminopropyl)benzofuran                                    |
| 6-APB                                          | H                                              | –CH3                                           | H                                              | H                                              | –O–CH=CH–                                      | –O–CH=CH–                                      | H                                              | H                                              | 6-(2-Aminopropyl)benzofuran                                    |
| Name                                           | RN                                             | Rα                                             | Rβ                                             | R2                                             | R3                                             | R4                                             | R5                                             | R6                                             | chemischer Name                                                |
| Allgemeine Strukturformel der Phenylethylamine |                                                |                                                |                                                |                                                |                                                |                                                |                                                |                                                |                                                                |
| Name                                           | RN                                             | Rα                                             | Rβ                                             | R2                                             | R3                                             | R4                                             | R5                                             | R6                                             | chemischer Name                                                |
| Mescalin                                       | H                                              | H                                              | H                                              | H                                              | –OCH3                                          | –OCH3                                          | –OCH3                                          | H                                              | 3,4,5-Trimethoxy-phenethylamin                                 |
| TMA                                            | H                                              | –CH3                                           | H                                              | H                                              | –OCH3                                          | –OCH3                                          | –OCH3                                          | H                                              | 3,4,5-Trimethoxy-amphetamin                                    |
| TMA-2                                          | H                                              | –CH3                                           | H                                              | –OCH3                                          | H                                              | –OCH3                                          | –OCH3                                          | H                                              | 2,4,5-Trimethoxy-amphetamin                                    |
| TMA-3                                          | H                                              | –CH3                                           | H                                              | –OCH3                                          | –OCH3                                          | –OCH3                                          | H                                              | H                                              | 2,3,4-Trimethoxy-amphetamin                                    |
| TMA-4                                          | H                                              | –CH3                                           | H                                              | –OCH3                                          | –OCH3                                          | H                                              | –OCH3                                          | H                                              | 2,3,5-Trimethoxy-amphetamin                                    |
| TMA-5                                          | H                                              | –CH3                                           | H                                              | –OCH3                                          | –OCH3                                          | H                                              | H                                              | –OCH3                                          | 2,3,6-Trimethoxy-amphetamin                                    |
| TMA-6                                          | H                                              | –CH3                                           | H                                              | –OCH3                                          | H                                              | –OCH3                                          | H                                              | –OCH3                                          | 2,4,6-Trimethoxy-amphetamin                                    |
| DOM                                            | H                                              | –CH3                                           | H                                              | –OCH3                                          | H                                              | –CH3                                           | –OCH3                                          | H                                              | 2,5-Dimethoxy-4-methyl-amphetamin                              |
| DOB                                            | H                                              | –CH3                                           | H                                              | –OCH3                                          | H                                              | –Br                                            | –OCH3                                          | H                                              | 4-Brom-2,5-dimethoxyamphetamin                                 |
| DOI                                            | H                                              | –CH3                                           | H                                              | –OCH3                                          | H                                              | –I                                             | –OCH3                                          | H                                              | 4-Iod-2,5-dimethoxyamphetamin                                  |
| DON                                            | H                                              | –CH3                                           | H                                              | –OCH3                                          | H                                              | –NO2                                           | –OCH3                                          | H                                              | 2,5-Dimethoxy-4-nitro-amphetamin                               |
| DOC                                            | H                                              | –CH3                                           | H                                              | –OCH3                                          | H                                              | –Cl                                            | –OCH3                                          | H                                              | 4-Chlor-2,5-dimethoxyamphetamin                                |
| 2C-B                                           | H                                              | H                                              | H                                              | –OCH3                                          | H                                              | –Br                                            | –OCH3                                          | H                                              | 4-Brom-2,5-dimethoxyphenethylamin                              |
| βk-2C-B                                        | H                                              | H                                              | =O                                             | –OCH3                                          | H                                              | –Br                                            | –OCH3                                          | H                                              | 4-Brom-2,5-dimethoxy-β-keto-phenethylamin                      |
| 2C-C                                           | H                                              | H                                              | H                                              | –OCH3                                          | H                                              | –Cl                                            | –OCH3                                          | H                                              | 4-Chlor-2,5-dimethoxyphenethylamin                             |
| 2C-I                                           | H                                              | H                                              | H                                              | –OCH3                                          | H                                              | –I                                             | –OCH3                                          | H                                              | 4-Iod-2,5-dimethoxyphenethylamin                               |
| 2C-D                                           | H                                              | H                                              | H                                              | –OCH3                                          | H                                              | –CH3                                           | –OCH3                                          | H                                              | 2,5-Dimethoxy-4-methyl-phenethylamin                           |
| 2C-E                                           | H                                              | H                                              | H                                              | –OCH3                                          | H                                              | –CH2CH3                                        | –OCH3                                          | H                                              | 4-Ethyl-2,5-dimethoxyphenethylamin                             |
| 2C-P                                           | H                                              | H                                              | H                                              | –OCH3                                          | H                                              | –CH2CH2CH3                                     | –OCH3                                          | H                                              | 2,5-Dimethoxy-4-propyl-phenethylamin                           |
| 2C-F                                           | H                                              | H                                              | H                                              | –OCH3                                          | H                                              | –F                                             | –OCH3                                          | H                                              | 4-Fluor-2,5-dimethoxyphenethylamin                             |
| 2C-N                                           | H                                              | H                                              | H                                              | –OCH3                                          | H                                              | –NO2                                           | –OCH3                                          | H                                              | 4-Ethylthio-2,5-dimethoxy-4-nitro-phenethylamin                |
| 2C-T-2                                         | H                                              | H                                              | H                                              | –OCH3                                          | H                                              | –SCH2CH3                                       | –OCH3                                          | H                                              | 2,5-Dimethoxyphenethylamin                                     |
| 2C-T-4                                         | H                                              | H                                              | H                                              | –OCH3                                          | H                                              | –SCHCH3CH3                                     | –OCH3                                          | H                                              | 2,5-Dimethoxy-4-iso-propylthio-phenethylamin                   |
| 2C-T-7                                         | H                                              | H                                              | H                                              | –OCH3                                          | H                                              | –SCH2CH2CH3                                    | –OCH3                                          | H                                              | 2,5-Dimethoxy-4-propylthio-phenethylamin                       |
| 2C-T-8                                         | H                                              | H                                              | H                                              | –OCH3                                          | H                                              | –SCH2CHCH2CH2                                  | –OCH3                                          | H                                              | 2,5-Dimethoxy-4-cyclopropylmethylthio-phenethylamin            |
| 2C-T-9                                         | H                                              | H                                              | H                                              | –OCH3                                          | H                                              | –S(CH3)3C                                      | –OCH3                                          | H                                              | 2,5-Dimethoxy-4-tert-butylthio-phenethylamin                   |
| 2C-T-21                                        | H                                              | H                                              | H                                              | –OCH3                                          | H                                              | –SCH2CH3–F                                     | –OCH3                                          | H                                              | 2,5-Dimethoxy-4-(2-fluorethylthio)-phenethylamin               |
| 2C-TFM                                         | H                                              | H                                              | H                                              | –OCH3                                          | H                                              | –CF3                                           | –OCH3                                          | H                                              | 2,5-Dimethoxy-4-trifluormethyl-phenethylamin                   |
| 25I-NBOMe                                      | –CH2–C6H4–OCH3                                 | H                                              | H                                              | –OCH3                                          | H                                              | –I                                             | –OCH3                                          | H                                              | N-(2-Methoxybenzyl)-2,5-dimethoxy-4-iod-phenethylamin          |
| 25C-NBOMe                                      | –CH2–C6H4–OCH3                                 | H                                              | H                                              | –OCH3                                          | H                                              | –Cl                                            | –OCH3                                          | H                                              | N-(2-Methoxybenzyl)-2,5-dimethoxy-4-chlor-phenethylamin        |
| 25B-NBOMe                                      | –CH2–C6H4–OCH3                                 | H                                              | H                                              | –OCH3                                          | H                                              | –Br                                            | –OCH3                                          | H                                              | N-(2-Methoxybenzyl)-2,5-dimethoxy-4-brom-phenethylamin         |
| 25D-NBOMe                                      | –CH2–C6H4–OCH3                                 | H                                              | H                                              | –OCH3                                          | H                                              | –CH3                                           | –OCH3                                          | H                                              | N-(2-Methoxybenzyl)-2,5-dimethoxy-4-methyl-phenethylamin       |
| 25E-NBOMe                                      | –CH2–C6H4–OCH3                                 | H                                              | H                                              | –OCH3                                          | H                                              | –CH2CH3                                        | –OCH3                                          | H                                              | N-(2-Methoxybenzyl)-2,5-dimethoxy-4-ethyl-phenethylamin        |
| 25N-NBOMe                                      | –CH2–C6H4–OCH3                                 | H                                              | H                                              | –OCH3                                          | H                                              | –NO2                                           | –OCH3                                          | H                                              | N-(2-Methoxybenzyl)-2,5-dimethoxy-4-nitro-phenethylamin        |
| 25I-NBOH                                       | –CH2–C6H4–OH                                   | H                                              | H                                              | –OCH3                                          | H                                              | –I                                             | –OCH3                                          | H                                              | N-(2-Hydroxybenzyl)-2,5-dimethoxy-4-iod-phenethylamin          |
| 25C-NBOH                                       | –CH2–C6H4–OH                                   | H                                              | H                                              | –OCH3                                          | H                                              | –Cl                                            | –OCH3                                          | H                                              | N-(2-Hydroxybenzyl)-2,5-dimethoxy-4-chlor-phenethylamin        |
| 25B-NBOH                                       | –CH2–C6H4–OH                                   | H                                              | H                                              | –OCH3                                          | H                                              | –Br                                            | –OCH3                                          | H                                              | N-(2-Hydroxybenzyl)-2,5-dimethoxy-4-brom-phenethylamin         |
| Name                                           | RN                                             | Rα                                             | Rβ                                             | R2                                             | R3                                             | R4                                             | R5                                             | R6                                             | chemischer Name                                                |
| Allgemeine Strukturformel der Phenylethylamine |                                                |                                                |                                                |                                                |                                                |                                                |                                                |                                                |                                                                |

## Grafische Übersicht
Übersicht über eine kleine Auswahl an endogenen, natürlichen und synthetischen Phenylalkylaminen, inklusive einiger Ausgangs- und Abbaustoffe
Übersicht über ausgewählte Phenylethylamine mit dem 2-Phenethylamin als Stammverbindung. Dargestellt sind die Strukturformeln in schwarz und ausgehend von der Stammverbindung in rot die Substituenten, also die Änderungen an der Struktur, meist funktionelle Gruppen oder Halogene. Ebenso die gebildeten Untergruppen mit ähnlicher Struktur und Eigenschaft werden gezeigt.